# Pattinaggio di velocità ai XXI Giochi olimpici invernali - Inseguimento a squadre femminile
L'inseguimento a squadre femminile di pattinaggio di velocità ai XXI Giochi olimpici invernali si svolgerà tra il 26 e il 27 febbraio 2010 al Richmond Olympic Oval. La distanza da percorrere è di 3200 metri: ogni squadra è formata da quattro atlete, ma ad ogni turno ne corrono insieme tre; il tempo è dato dall'arrivo della terza.
Le otto squadre presenti si misurano in scontri ad eliminazione diretta; le squadre sconfitte nei quarti di finale accedono, a seconda del tempo, alle finali C e D (valide per i piazzamenti), mentre quelle sconfitte in semifinale si sfidano nella finale B, valida per il bronzo.
La squadra campione in carica era la Germania.

## Record
Prima di questa competizione, i record erano i seguenti.
| Record mondiale | Canada | 2'55"79 | Calgary     | 6 dicembre 2009  |
| Record olimpico | Canada | 3'01"24 | Torino 2006 | 15 febbraio 2006 |

## Tabellone
|  | Quarti di finale | Quarti di finale | Quarti di finale |             |          | Semifinali | Semifinali | Semifinali |  |  | Finale | Finale | Finale |  |
|  |                  |                  |                  |             |          |            |            |            |  |  |        |        |        |  |
|  | Corea del Sud    | Corea del Sud    | 3'07"45          |             |          |            |            |            |  |  |        |        |        |  |
|  | Corea del Sud    | Corea del Sud    | 3'07"45          |             |          |            |            |            |  |  |        |        |        |  |
|  | Giappone         | Giappone         | 3'02"89          |             |          |            |            |            |  |  |        |        |        |  |
|  | Giappone         | Giappone         | 3'02"89          |             | Giappone | Giappone   | 3'02"73    |            |  |  |        |        |        |  |
|  |                  |                  |                  |             | Giappone | Giappone   | 3'02"73    |            |  |  |        |        |        |  |
|  |                  |                  | Polonia          | Polonia     | 3'02"92  |            |            |            |  |  |        |        |        |  |
|  | Polonia          | Polonia          | Polonia          | Polonia     | 3'02"92  | 3'02"90    |            |            |  |  |        |        |        |  |
|  | Polonia          | Polonia          |                  |             |          |            |            |            |  |  |        |        |        |  |
|  | Russia           | Russia           | 3'04"86          |             |          |            |            |            |  |  |        |        |        |  |
|  | Russia           | Russia           | 3'04"86          |             | Giappone | Giappone   | 3'02"84    |            |  |  |        |        |        |  |
|  |                  |                  |                  |             |          |            |            |            |  |  |        |        |        |  |
|  |                  |                  | Germania         | Germania    | 3'02"82  |            |            |            |  |  |        |        |        |  |
|  | Germania         | Germania         | Germania         | Germania    | 3'02"82  | 3'01"95    |            |            |  |  |        |        |        |  |
|  | Germania         | Germania         |                  |             |          |            |            |            |  |  |        |        |        |  |
|  | Paesi Bassi      | Paesi Bassi      | 3'03"38          |             |          |            |            |            |  |  |        |        |        |  |
|  | Paesi Bassi      | Paesi Bassi      | 3'03"38          |             | Germania | Germania   | 3'03"55    |            |  |  |        |        |        |  |
|  |                  |                  |                  |             | Germania | Germania   | 3'03"55    |            |  |  |        |        |        |  |
|  |                  |                  | Stati Uniti      | Stati Uniti | 3'03"78  |            |            |            |  |  |        |        |        |  |
|  | Canada           | Canada           | Stati Uniti      | Stati Uniti | 3'03"78  | 3'02"24    |            |            |  |  |        |        |        |  |
|  | Canada           | Canada           |                  |             |          |            |            |            |  |  |        |        |        |  |
|  | Stati Uniti      | Stati Uniti      | 3'02"19          |             |          |            |            |            |  |  |        |        |        |  |

## Dettaglio

### Quarti di finale
| Pos.     | Nazione       | Atleti                                                      | Tempo   | Note           |
| -------- | ------------- | ----------------------------------------------------------- | ------- | -------------- |
| Quarto 1 |               |                                                             |         |                |
| 1        | Giappone      | Masako Hozumi Nao Kodaira Maki Tabata                       | 3'02"89 |                |
| 2        | Corea del Sud | Lee Ju-Youn Noh Seon-Yeong Park Do-Yeong                    | 3'07"45 | +4"56 finale D |
| Quarto 2 |               |                                                             |         |                |
| 1        | Polonia       | Katarzyna Bachleda-Curuś Katarzyna Woźniak Luiza Złotkowska | 3'02"90 |                |
| 2        | Russia        | Galina Likhachova Yekaterina Lobysheva Yekaterina Shikhova  | 3'04"86 | +1"96 finale D |
| Quarto 3 |               |                                                             |         |                |
| 1        | Germania      | Daniela Anschütz-Thoms Stephanie Beckert Anni Friesinger    | 3'01"95 |                |
| 2        | Paesi Bassi   | Renate Groenewold Diane Valkenburg Ireen Wüst               | 3'03"38 | +1"43 finale C |
| Quarto 4 |               |                                                             |         |                |
| 1        | Stati Uniti   | Jennifer Rodriguez Jilleanne Rookard Nancy Swider-Peltz, Jr | 3'02"19 |                |
| 2        | Canada        | Kristina Groves Christine Nesbitt Brittany Schussler        | 3'02"24 | +0"05 finale C |

### Semifinali
| Pos.         | Nazione     | Atleti                                                          | Tempo   | Distacco |
| ------------ | ----------- | --------------------------------------------------------------- | ------- | -------- |
| Semifinale 1 |             |                                                                 |         |          |
| 1            | Giappone    | Masako Hozumi Nao Kodaira Maki Tabata                           | 3'02"73 |          |
| 2            | Polonia     | Katarzyna Bachleda-Curuś Katarzyna Woźniak Luiza Złotkowska     | 3'02"92 | +0"19    |
| Semifinale 2 |             |                                                                 |         |          |
| 1            | Germania    | Daniela Anschütz-Thoms Stephanie Beckert Anni Friesinger-Postma | 3'03"55 |          |
| 2            | Stati Uniti | Jennifer Rodriguez Jilleanne Rookard Nancy Swider-Peltz, Jr     | 3'03"78 | +0"23    |

### Finali
| Pos.     | Nazione       | Atleti                                                       | Tempo   | Distacco |
| -------- | ------------- | ------------------------------------------------------------ | ------- | -------- |
| Finale A |               |                                                              |         |          |
|          | Germania      | Daniela Anschütz-Thoms Stephanie Beckert Katrin Mattscherodt | 3'02"82 |          |
|          | Giappone      | Masako Hozumi Nao Kodaira Maki Tabata                        | 3'02"84 | +0"02    |
| Finale B |               |                                                              |         |          |
|          | Polonia       | Katarzyna Bachleda-Curuś Katarzyna Woźniak Luiza Złotkowska  | 3'03"73 |          |
| 4        | Stati Uniti   | Catherine Raney-Norman Jennifer Rodriguez Jilleanne Rookard  | 3'05"30 | +1"57    |
| Finale C |               |                                                              |         |          |
| 5        | Canada        | Kristina Groves Christine Nesbitt Brittany Schussler         | 3'01"41 |          |
| 6        | Paesi Bassi   | Diane Valkenburg Jorien Voorhuis Ireen Wüst                  | 3'02"04 | +0"63    |
| Finale D |               |                                                              |         |          |
| 7        | Russia        | Yekaterina Lobysheva Alla Shabanova Yekaterina Shikhova      | 3'06"47 |          |
| 8        | Corea del Sud | Lee Ju-Youn Noh Seon-Young Park Do-Yeong                     | 3'06"96 | +0"49    |